# Łysianka
Łysianka (także Lisianka, ukr. Лисянка) – osiedle typu miejskiego na Ukrainie w obwodzie czerkaskim, w rejonie zwinogródzkim, przed 2020 siedziba władz rejonu łysiańskiego.
Leży na Wyżynie Naddnieprzańskiej, w dolinie rzeki Hnyłyj Tykycz.

## Historia
Miejsce bitwy w 1674 roku.

Zwinogródka i Lisianka są znane z fundacyi nowych katolickich. (...) W Lisiance był klasztór XX. Franciszkanów, fundacyi książąt Jabłonowskich. Lisianka r 1659, przywilejem królewskim nadana Konstantemu Wyhowskiemu i jego potomkom, z wielą okolicznémi wsiami, była dobrami ziemskiémi. Książę Alexander Jabłonowski, starosta Korsuński, jako dobra królewskie, wcielił ją do starostwa, intromisyą wziął. Wyhowscy wytoczyli proces i wygrali. Książę Jabłonowski r. 1720 u jednego z Wyhowskich kupił te dobra, które odtąd zostały dziedziczną własnością książąt Jabłonowskich. Książę Józef Jabłonowski, mąż uczony, znany z kilku wydanych dzieł, pisał się hrabią na Lisiance. (...)

W 1768 podczas koliszczyzny doszło w Łysiance do rzezi; miasto zostało przez Kozaków i miejscowe ruskie chłopstwo zdobyte i złupione, a przebywająca w nim ludność (polska szlachta i Żydzi) wymordowana.

W czasie rzezi r. 1768 byli tu już Franciszkanie, mieli tu większe zgromadzenie; zwyczajem swego zakonu wprowadzili wielkie na dzień Św. Antoniego uroczyste, coroczne odpusty; wiele się na nie ludu zgromadzało Rusi wschodniego obrządku: kazania, nauki i Kommunie Św., procesye, stale rozwijały katolickiego ducha w téj stronie. W Lisiance był opalisadowany wysoko zamek książąt Jabłonowskich; oddany został dobrowolnie przez słabość rządcy zbutowanemu ludowi w r. 1768. Żeleźniak rozpoczął tu rzeź straszną; pierwszą jéj ofiarą była Lisianka, drugą Humań. Rozmaite czynili najhaniebniejsze zniewagi kościołowi Franciszkanów. Zakonnicy rychło po rzezi wrócili i kościołowi katolickiemu znowu gorliwie, szczérze i użytecznie służyli.

Józef Aleksander ks. Jabłonowski popierał konfederację barską znacznym funduszem; po jej upadku, złożywszy dostojeństwo wojewody, osiadł w Lipsku, gdzie umarł w 1777 r. Po śmierci jego Lisianka spadła na córkę jego, księżnę Sapieżynę. Rodzina innych Wyhowskich zaskarżyła transakcję zakupu, zawartą jeszcze w roku 1720 przez wojewodę Wyhowskiego i odstąpiła rzekome prawa Franciszkowi Ksaweremu Branickiemu. Ten w końcu poprzez ugodę z ks. Sapieżyną stał się tych dóbr właścicielem. W roku 1792 Franciszkanie zbudowali kościół drewniany, na miejsce zburzonego przez koliszczyznę. Parafia posiadała kaplice w Steblowie u Onufrego Hołowińskiego, w Korsuniu, w Ryżanówce u Andrzeja Obrębskiego; w Wodzianikach murowana u Szczęsnego Rościszewskiego; we wsi Onufryjowej murowana u grafa Adama Bierzyńskiego.
Pod rozbiorami była siedzibą gminy Lisianka powiatu zwinogródzkiego.
W 1989 liczyło 8858 mieszkańców.
W 2013 liczyło 8136 mieszkańców.

## Zabytki
- zamek